# Ministerium für innere Angelegenheiten (Litauen)

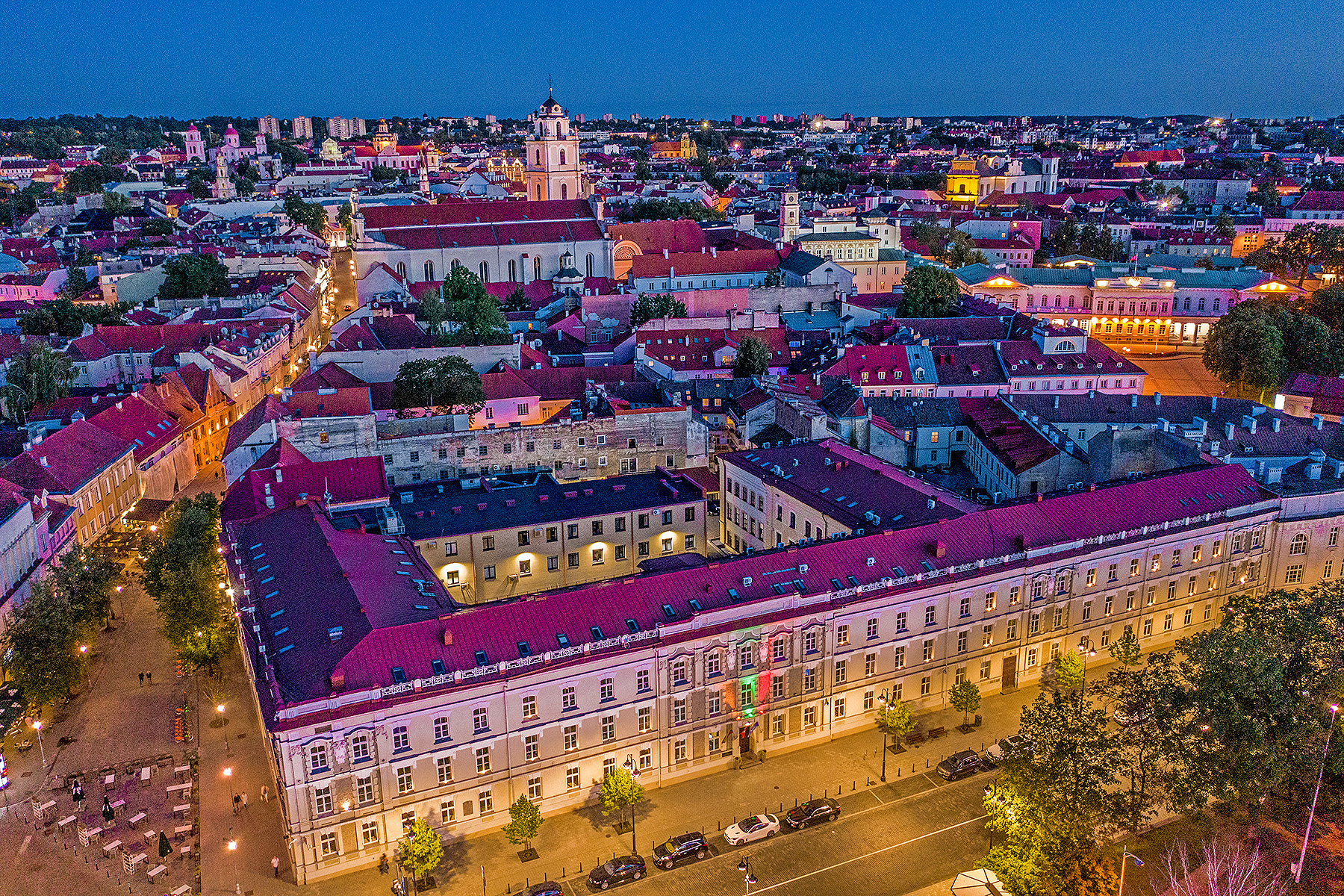
Gebäude des Litauischen Innenministeriums in Vilnius

Das Innenministerium der Republik Litauen (lit. Lietuvos Respublikos vidaus reikalų ministerija) ist das Innenministerium von Litauen und eines von 14 Ministerien der Regierung Litauens.
Es hat seinen Sitz in der litauischen Hauptstadt Vilnius.

## Minister
- 1990–1992: Marijonas Misiukonis
- 1992–1992: Petras Valiukas
- 1992–1996: Romasis Vaitiekūnas
- 1996–1996: Virgilijus Vladislovas Bulovas
- 1996–1999: Vidmantas Žiemelis
- 1998–1999: Stasys Šedbaras
- 1999–2000: Česlovas Blažys
- 2000–2001: Vytautas Markevičius (* 1962)
- 2001–2003: Juozas Bernatonis (* 1953)
- 2003–2004: Virgilijus Vladislovas Bulovas (1939–2024)
- 2004–2006: Gintaras Jonas Furmanavičius (* 1961)
- 2006–2007: Raimondas Šukys (* 1966)
- 2007–2008: Regimantas Čiupaila (* 1956)
- 2008–2012: Raimundas Palaitis (* 1957)
- 2012–2012: Artūras Melianas (* 1964)
- 2012–2014: Dailis Alfonsas Barakauskas (* 1952)
- 2014–2016: Saulius Skvernelis (* 1970)
- 2016: Tomas Žilinskas (* 1977)
- 2016–2019: Eimutis Misiūnas (* 1973)
- 2019–2020: Rita Tamašunienė (* 1973)
- 2020–2024: Agnė Bilotaitė (* 1982)
- Seit Dezember 2020: Vladislav Kondratovič (* 1972)

## Vizeminister
Bis 2016
- Elvinas Jankevičius (* 1976), ehemaliger Kommunalbeamter und Bürgermeister von Varėna
- Julius Morkūnas (* 1978),  Verwaltungsjurist und ehemaliger Kommunalbeamter
- Artūras Norkevičius (* 1975), ehemaliger Polizeikommissar-Inspektor

## Unterstehende Behörden
- Departement für Leitungsschutz am Innenministerium Litauens
- Finanzverbrechenermittlungsdienst am Litauischen Innenministerium
- Polizeidepartement am Innenministerium Litauens
- Staatsgrenzschutzamt am Innenministerium der Republik Litauen